# Аліабад (Фараган)
Аліабад (перс. علي اباد) — село в Ірані, у дегестані Фармагін, у Центральному бахші, шагрестані Фараган остану Марказі. За даними перепису 2006 року, його населення становило 44 особи, що проживали у складі 16 сімей.

## Клімат
Середня річна температура становить 12,28 °C, середня максимальна – 32,43 °C, а середня мінімальна – -11,34 °C. Середня річна кількість опадів – 260 мм.
| Клімат поселення                              | Клімат поселення | Клімат поселення | Клімат поселення | Клімат поселення | Клімат поселення | Клімат поселення | Клімат поселення | Клімат поселення | Клімат поселення | Клімат поселення | Клімат поселення | Клімат поселення | Клімат поселення |
| Показник                                      | Січ.             | Лют.             | Бер.             | Квіт.            | Трав.            | Черв.            | Лип.             | Серп.            | Вер.             | Жовт.            | Лист.            | Груд.            |                  |
| Середній максимум, °C                         | 7,68             | 10,12            | 15,12            | 20,30            | 24,73            | 31,56            | 32,43            | 31,32            | 26,92            | 20,95            | 14,03            | 8,26             |                  |
| Середня температура, °C                       | −1,82            | 0,60             | 5,62             | 10,79            | 15,22            | 22,06            | 25,93            | 24,82            | 20,41            | 14,43            | 7,52             | 1,76             |                  |
| Середній мінімум, °C                          | −11,34           | −8,9             | −3,88            | 1,29             | 5,72             | 12,55            | 19,42            | 18,31            | 13,90            | 7,94             | 1,02             | −4,74            |                  |
| Норма опадів, мм                              | 37               | 35               | 47               | 35               | 30               | 4                | 1                | 1                | 0                | 10               | 24               | 36               |                  |
| Середньомісячна швидкість вітру, м/с          | 1.61             | 2.00             | 2.99             | 3.14             | 2.70             | 2.50             | 2.52             | 2.40             | 2.30             | 2.13             | 1.91             | 1.34             |                  |
| Середньомісячна сонячна радіація, кДж/м²·день | 9070             | 12303            | 14744            | 18203            | 22212            | 26755            | 25949            | 23995            | 20790            | 15373            | 10905            | 8905             |                  |
| --------------------------------------------- | ---------------- | ---------------- | ---------------- | ---------------- | ---------------- | ---------------- | ---------------- | ---------------- | ---------------- | ---------------- | ---------------- | ---------------- | ---------------- |
| Джерело:                                      |                  |                  |                  |                  |                  |                  |                  |                  |                  |                  |                  |                  |                  |